# Gymnadenia godferyana
Gymnadenia godferyana är en orkidéart som först beskrevs av Gottfried Keller och som fick sitt nu gällande namn av Wolfram Foelsche.
Gymnadenia godferyana ingår i släktet brudsporrar och familjen orkidéer. Inga underarter finns listade i Catalogue of Life.